# Skoki z dużej wysokości na Mistrzostwach Świata w Pływaniu 2023
Zawody w skokach z dużej wysokości na 20. Mistrzostwach Świata w Pływaniu odbyły się w dniach 25 – 27 lipca 2023 w Parku Nadmorskim Momochi w japońskiej Fukuoce. Zostały rozegrane dwie konkurencje - skoki kobiet oraz mężczyzn.

## Medaliści
| Konkurencja           | Złoto                         | Złoto  | Srebro                  | Srebro | Brąz                      | Brąz   |
| Konkurencja           | Zawodnik                      | Wynik  | Zawodnik                | Wynik  | Zawodnik                  | Wynik  |
| Mężczyźni (szczegóły) | Constantin Popovici · Rumunia | 472,80 | Cătălin Preda · Rumunia | 438,45 | Gary Hunt · Francja       | 426,30 |
| Kobiety (szczegóły)   | Rhiannan Iffland · Australia  | 357,40 | Molly Carlson · Kanada  | 322,80 | Jessica Macaulay · Kanada | 320,95 |

## Klasyfikacja medalowa
*   Gospodarz ( Japonia)
| Miejsce | Reprezentacja | Złoto | Srebro | Brąz | Razem |
| ------- | ------------- | ----- | ------ | ---- | ----- |
| 1       | Rumunia       | 1     | 1      | 0    | 2     |
| 2       | Australia     | 1     | 0      | 0    | 1     |
| 3       | Kanada        | 0     | 1      | 1    | 2     |
| 4       | Francja       | 0     | 0      | 1    | 1     |
| Razem   | Razem         | 2     | 2      | 2    | 6     |